# Völci erődtemplom
A völci erődtemplom műemlékké nyilvánított épület Romániában, Szeben megyében. A romániai műemlékek jegyzékében az SB-II-a-B-12585 sorszámon szerepel.